# Pipistrel Virus
Pipistrel Virus – luksusowy samolot ultralekki, produkowany przez firmę Pipistrel w miejscowości Ajdovscina w Słowenii. Jest najszybszym produkowanym seryjnie samolotem ultralekkim. Jego osiągi zostały potwierdzone przez zdobycie nagrody Personal Air Vehicle (PAV) 2007 i General Aviation Technology (GAT) 2008 przyznawanej przez  NASA. Pipistrel Virus SW jest pierwszym samolotem ultralekkim posiadającym certyfikat wydany przez Urząd Lotnictwa Cywilnego pozwalający na loty nocne VFR.
Samolot jest górnopłatem z tylnym usterzeniem typu T z zamontowanym przestawnym śmigłem. Posiada możliwość demontażu skrzydeł. Zbudowany jest w całości z materiałów kompozytowych zawierających włókna szklane, włókna węglowe i kevlar. Samolot może zostać wyposażony w: 
- balistyczny system ratunkowy GRS,
- autopilot
- TCAS
- system GPS
- hak do holu szybowca
- skórzaną tapicerkę

8 stycznia 2012 słoweński pilot Matevž Lenarčič odbył samolotem VIRUS SW lot dookoła świata w ramach wyprawy GreenLight World Flight. Podczas lotu wykonał przelot nad szczytem Mount Everest na wysokości 29 413 ft (8 965 m).  19 kwietnia 2012 szczęśliwie wylądował w Słowenii stając się pierwszą na świecie osobą, która pokonała trasę 91 003 km bez asysty drugiego pilota.

## Dane Techniczne Virus SW (Short Wings)– wersja 100 KM
- Silnik Rotax 912ULS lub 912iS 100KM
- Liczba miejsc: 2
- Prędkość przelotowa: 274 km/h
- Prędkość maksymalna: 302 km/h
- Zbiornik paliwa: 100 litrów
- Paliwo: Eurosuper 98 lub Avgas
- Spalanie: 17,8 l/h
- Czas lotu: 5,3 h
- Zasięg: 1450 km
- Doskonałość: 1:15
- MTOW: 450 kg / 472,5 kg
- Kategoria: Ultralekki

## Dane Techniczne Virus 912 – wersja 80 KM
- Silnik Rotax 912UL 80KM
- Liczba miejsc: 2
- Prędkość przelotowa: 225 km/h
- Prędkość maksymalna: 249 km/h
- Zbiornik paliwa: 100 litrów
- Paliwo: Eurosuper 98 lub Avgas
- Spalanie: 13,6 l/h
- Czas lotu: 6,9 h
- Zasięg: 1650 km
- Doskonałość: 1:24
- MTOW: 450 kg / 472,5 kg
- Kategoria: Ultralekki